# Komlóssy Ferenc (kanonok)
Komlóssy Ferenc (Nagytapolcsány, 1853. április 23. – Esztergom, 1915. október 3.) esztergomi kanonok, pozsonyi prépost, pápai prelátus, író.

## Élete
Gimnáziumi tanulmányait Nyitrán, Esztergomban és Kecskeméten végezte. Papnövendék lett Esztergomban, ahol a teológiát 1875-ig hallgatta, ekkor kilépve a Budapesti Egyetem bölcsész hallgatója lett. 1879-ben bölcsészdoktorrá avatták, 1880-ban pedig tanári oklevelet szerzett. 1881-ben Simor János hercegprimás újból felvette az esztergomi egyházmegyébe és június 29-én pappá szentelték. Modorban lett káplán, majd a nagyszombati főgimnázium tanára. 1883-ban tanári állása mellett szentszéki jegyző lett. 1884-től a verbói, 1887-től szenci, 1897-től a stomfai kerület országgyűlési képviselőjének választották. 1901-ben Trubinyi János néppárti jelölt indult ellene. 1885-ben Kövesd, 1886-ban pedig Csúz adminisztrátora, majd 1890-től muzslai plébános. 1892-től a pápa udvari t. káplánjává, a prímás pedig ugyanakkor az esztergomi főegyházmegye főtanfelügyelőjévé nevezte ki. 1893-ban esztergomi kanonok, 1896-ban szebeni címzetes prépost, 1905-ben pozsonyi prépost, majd 1907-ben pápai prelátus lett.
Több egyesület (pl. Magyar–Lengyel Egyesület) és tanítóegyesületek tiszteletbeli és dísztagja volt. Tanügyi, politikai és egyházi cikkeket írt. A Mérsékelt Antiszemita Párt képviselője az országgyűlésben. Beszédei 1883-tól a Naplókban vannak. 1881-ben szerkesztette a Fővárosi Napilapot, 1883-tól Ernyei Lajossal, majd 1884-1886 között Zelliger Józseffel Nagyszombatban, 1886-1888 között Budapesten Zelliger Alajossal és 1888-1894 között pedig Zelliger Vilmossal a Népnevelő című tanügyi lapot, melynek 1894-től főszerkesztője és tulajdonosa. 1895-től szerkesztette Budapesten a Katholikus Tanügyet.

## Művei
- 1879 Baron Joseph v. Eötvös. Grazer Morgenpost 256.
- 1879 Culturgeschichtliches über die Frau in Ungarn. Grazer Tagespost 340.
- 1879 Bosznia és Herczegovina jogviszonya Magyarországhoz a középkorban 1103-1528. Budapest
- 1881 Néhány adat a bosnyák püspökség alapításához. Magyar Korona 236.
- 1881 Az egyház jogosan szentesít uj hittani szólamokat. Uj Magyar Sion
- 1882 Ki csökkenti a tanítók tekintélyét. Népnevelő
- 1882 A valláserkölcsös nevelés és a közös iskolák. Népnevelő
- 1882 Néhány szó a papi nyugdíjalaphoz. Magyar Korona 25, 26, 28.
- 1882 A tanító és hazai irodalmunk. Magyar Korona 335.
- 1882 A délszláv nő társadalmi állása. Nagyszombati Hetilap
- 1882 Bosnia és Herczegovina története a legrégibb időktől napjainkig. Nagyszombat
- 1882 Assisi szent Ferencz hétszázados emléke. Budapest
- 1883 Mennyiben felelnek meg kath. tanító egyesületeink czéljuknak. Népnevelő
- 1883 A tanfelügyelői intézményről. Népnevelő
- 1883 Az iskolaszékekről. Népnevelő
- 1883 A vasárnapi iskolák jelentősége, tekintettel az iparos osztály erkölcsiségére. Népnevelő
- 1883 Az egyházi természet érdekében. Uj Magyar Sion
- 1883 Ifjúsági szinház. Nagyszombat
- 1884 István bácsi Naptára
- 1884 Reformátorok. Történelmi előadások katholikus reformátorok és Luther Márton fölött. Eger. (Ismerteti: Uj Magyar Sion)
- 1886 Sujánszky Antal. Élet- és irodalomtörténeti tanulmány. Pozsony
- 1886 Az uzsorás áldozata. Budapest
- 1887 Az éhező iskolás gyermekek. Népnevelő
- 1887 Javaslatok a zsidókérdés megoldásához. Budapest
- 1887 Zelliger József a nagyszombati kir. kath. tanítóképezde b. e. igazgatótanárának ... vázlatos életrajza. Budapest
- 1889 Hol késik a kath. autonomia? Budapest
- 1894 Rudolf király magyarországi diplomatiája. Esztergomi Közlöny
- 1895 A szent mise a világ legnagyobb kincse. Elmélkedés és imakönyv. Esztergom
- 1896 Az Esztergom főegyházmegyei római kath. iskolák története. Esztergom. (Ism. Pesti Hirlap 3)
- 1907 Eszmék és gondolatok gróf Széchenyi István műveiből. Összeállitotta Dr. Komlóssy Ferenc. Budapest Online
- 1911 Széchenyi István gróf élete. Budapest